# Divizia Națională (2004/2005)
Sezon 2004/2005 był 14. edycją rozgrywek o mistrzostwo Mołdawii. Tytuł mistrza kraju obronił zespół Sheriff Tyraspol. Tytuł króla strzelców przypadł Catalinowi Lichioiu, który w barwach Nistru Otaci strzelił 16 goli.

## Zespoły
| Uczestnicy poprzedniej edycji                                                                                 | Uczestnicy poprzedniej edycji | Uczestnicy poprzedniej edycji | Uczestnicy poprzedniej edycji |
| --- | ----------------------------- | ----------------------------- | ----------------------------- |
| SHE | Sheriff Tyraspol              | 1                             |                               |
| NOT | Nistru Otaci                  | 2                             |                               |
| ZKI | Zimbru Kiszyniów              | 3                             |                               |
| TIR | FC Tiraspol                   | 4                             |                               |
| DAK | Dacia Kiszyniów               | 5                             |                               |
| TIL | Tiligul Tyraspol              | 6                             |                               |
| UAK | Unisport-Auto Kiszyniów       | 7                             |                               |
| Spadek z Divizia Națională                                                                                    |                               |                               |                               |
| AGR | Agro Kiszyniów                | 8                             |                               |
| Awans z Divizia A                                                                                             |                               |                               |                               |
| STE | Steaua Kiszyniów              |                               |                               |
| Oznaczenia: - kolumna pierwsza – skróty nazw drużyn, - kolumna trzecia – miejsce zajęte w poprzednim sezonie. |                               |                               |                               |

## Tabela końcowa
|   | Klub                    | M  | Z  | R | P  | Br+ | Br- | Pkt |
| 1 | Sheriff Tyraspol        | 28 | 22 | 4 | 2  | 54  | 12  | 70  |
| 2 | Nistru Otaci            | 28 | 17 | 3 | 8  | 51  | 27  | 54  |
| 3 | Dacia Kiszyniów         | 28 | 14 | 3 | 11 | 38  | 31  | 45  |
| 4 | FC Tiraspol             | 28 | 12 | 8 | 8  | 41  | 23  | 44  |
| 5 | Zimbru Kiszyniów        | 28 | 12 | 7 | 9  | 29  | 15  | 43  |
| 6 | Tiligul-Tiras Tyraspol  | 28 | 11 | 8 | 9  | 32  | 27  | 41  |
| 7 | Unisport-Auto Kiszyniów | 28 | 3  | 5 | 20 | 16  | 51  | 14  |
| 8 | Steaua Kiszyniów        | 28 | 0  | 4 | 24 | 8   | 83  | 4   |

|  | Mistrz             |
|  | Baraż o utrzymanie |
|  | Spadek             |

## Baraż o utrzymanie/awans
Unisport-Auto Kiszyniów Politehnica Kiszyniów 0-4, po dogrywce

## Najlepsi Strzelcy
|   | Piłkarz          | Klub             | Gole |
| - | ---------------- | ---------------- | ---- |
| 1 | Catalin Lichioiu | Nistru Otaci     | 16   |
| 2 | Andrij Nesteruk  | FC Tiraspol      | 14   |
| 3 | Răzvan Cociș     | Sheriff Tyraspol | 12   |
| 4 | Sergej Japalau   | Dacia Kiszyniów  | 10   |